# Alexander Isak
Alexander Isak, född 21 september 1999 i Solna, är en svensk fotbollsspelare som spelar för Newcastle United i Premier League och det svenska landslaget.
Isak fick sitt genombrott som sextonåring under säsongen 2016 när han gjorde tio allsvenska mål för AIK. I och med flytten till Borussia Dortmund år 2017 och en transfersumma på 85 miljoner kronor blev han den dittills dyraste spelarförsäljningen från Allsvenskan någonsin. I juni 2019 såldes han till Real Sociedad i Spanien för cirka 80 miljoner kronor. I augusti 2022 såldes Isak till den engelska klubben Newcastle United för cirka 740 miljoner kronor, vilket blev Real Sociedads dyraste försäljning genom tiderna, och Newcastles största värvning någonsin. 
I en landskamp mot Slovakien i januari 2017 blev han vid en ålder av 17 år och 114 dagar svenska A-landslagets yngste målskytt genom tiderna.

## Klubblagskarriär

### AIK:s ungdomsakademi
Alexander Isak inledde sin fotbollskarriär vid sex års ålder, då han startade i AIK:s knatteverksamhet och via ungdomsakademin gick han sedan hela vägen upp till seniorlaget. I AIK:s ungdomsakademi var han en av de ledande spelarna och fick tidigt chansen att börja träna med A-laget. I november 2015 gjorde han fyra mål när AIK:s U17-lag mötte Huddinge i en ligacup-match som man vann med 10–1. Ett av målen stack ut lite extra. Då Huddinge reducerat till 3–1 tog Isak chansen att skjuta direkt från avspark - och lyckades göra mål.
Isak var dock inte den enda spelaren som fick chansen att träna med AIK:s A-lag. Klubben hade under de senaste åren gjort sig kända för att satsa på sina egna juniorer. Därför fick Isak och flertal andra i hans lag chansen att visa upp sig i A-laget, där Isak sedan kom att visa mest framfart av alla.

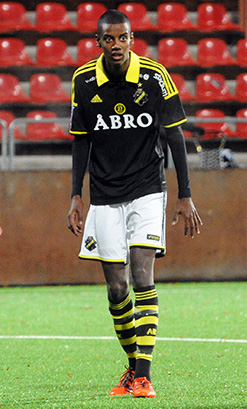
Alexander Isak i AIK 2015.

| ”                | AIK är den enda klubb som jag har spelat för. Jag började i knatteskolan när jag var sex år och det känns bra att bara har spelat för AIK. Det är klart att jag tycker om AIK väldigt mycket. Det är här jag har spelat hela tiden, så det är AIK som gäller. Att få dra på sig AIK:s A-lagströja är drömmen. | „ |
| – Alexander Isak | |   |

### AIK
I skarven mellan sommaren och hösten 2015 fick Isak för första gången träna med AIK:s seniortrupp. Han blev genast jämförd med den dåvarande Getafespelaren Henok Goitom i sin spelstil, givet bakgrunden med deras fäders bekantskap beroende på deras eritreanska påbrå.
Isak satt på bänken för första gången i A-lagssammanhang den 31 oktober 2015 då AIK avslutade den allsvenska säsongen mot Örebro SK (1–1) på Behrn Arena i Örebro. Hade han blivit inbytt så hade han blivit AIK:s yngste allsvenska spelare genom tiderna, men det rekordet innehas fortfarande av Christian Kouakou som var 16 år, 2 månader och 27 dagar då han den 17 juli 2011 byttes in i en allsvensk match mot Gefle IF.
Isak tävlingsdebuterade för A-laget i februari 2016, detta i Svenska cupen mot Tenhults IF (6–0-vinst). Han gjorde här matchens sista mål och blev därmed AIK:s yngsta målskytt genom tiderna i en tävlingsmatch. Det tidigare rekordet hade Alexander Östlund som var 16 år, 11 månader och 26 dagar då han den 28 oktober 1995 gjorde sitt första tävlingsmål i en allsvensk match mot Örebro SK på Råsunda som AIK vann med 2–0. Två månader senare gjorde Isak allsvensk debut i en 2–0-vinst över Östersunds FK där han också gjorde ett av målen, vilket gjorde honom till AIK:s yngsta allsvenska målskytt genom tiderna, 16 år och 199 dagar gammal.

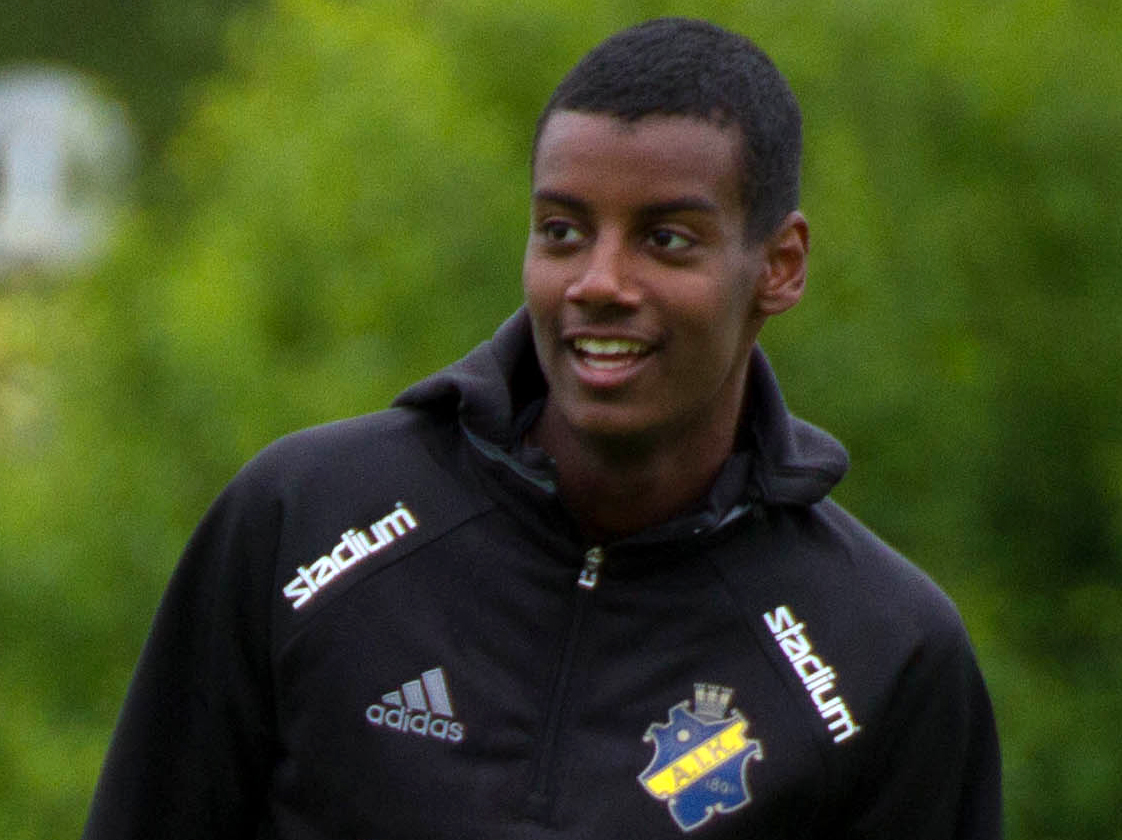
Alexander Isak under en träning med AIK 2016.

Den 3 maj 2016 skrev Isak på sitt första proffskontrakt med AIK och blev därmed officiellt uppflyttad till A-truppen. Kontraktet sträckte sig till slutet av säsongen 2018, samt att han skulle fortsätta bära tröjnummer 36. Han hade vid denna tidpunkt spelat fem matcher i Allsvenskan, alla från start, och svarat för två mål. Isak sa i och med kontraktskrivandet:
| ”                | Min önskan har varit att förlänga med AIK och få ett A-kontrakt, därför är jag glad att vi är framme vid en lösning. Spelare och ledare som jag har spelat med och haft i AIK:s ungdomsakademi har en stor del i detta så jag är givetvis tacksam mot dem och också mot A-lagsorganisationen för att de vågar satsa på sina egna spelare. | „ |
| – Alexander Isak | |   |

Isak blev på sin 17-årsdag stor matchhjälte för AIK när han gjorde två mål i ett derby mot ärkerivalen Djurgårdens IF inför 22 197 åskådare på Tele2 Arena. Efter matchen hyllade lagkamraten Chinedu Obasi honom och menade att han kunde bli "Sveriges nya Zlatan Ibrahimovic".

### Borussia Dortmund
Efter tio allsvenska mål under debutsäsongen värvades Isak i januari 2017 av den tyska storklubben Borussia Dortmund på ett kontrakt fram till 2022. Enligt uppgift betalade den tyska klubben ca 85 miljoner vilket gjorde svensken till den dyraste allsvenska spelaren någonsin, överträffande Zlatan Ibrahimovics övergång från Malmö FF till Ajax som år 2001 varit värd 82,5 miljoner. Innan kontraktets påskrift tackade Isak enligt uppgift nej till en flytt till Real Madrid.
Isak gjorde sin debut för Dortmund den 14 mars 2017 i en 3–0-vinst över Sportfreunde Lotte i den tyska cupen. Han vann sin första titel i karriären när Dortmund vann DFB-Pokal 2016/17. Dock hade han endast gjort ett framträdande i cupen och var inte heller med i matchtruppen under finalen.
Bundesliga-debuten kom den 17 september 2017 när han i en match mot  FC Köln byttes in i den 85:e matchminuten, i stället för Pierre-Emerick Aubameyang. Isak hann inte göra något större avtryck i matchen, som Dortmund vann bekvämt med 5–0.
Isak gjorde sitt första mål för Dortmund i en DFB-Pokalmatch mot 1. FC Magdeburg den 24 oktober 2017, då han gjorde lagets andra mål i en 5–0-vinst.

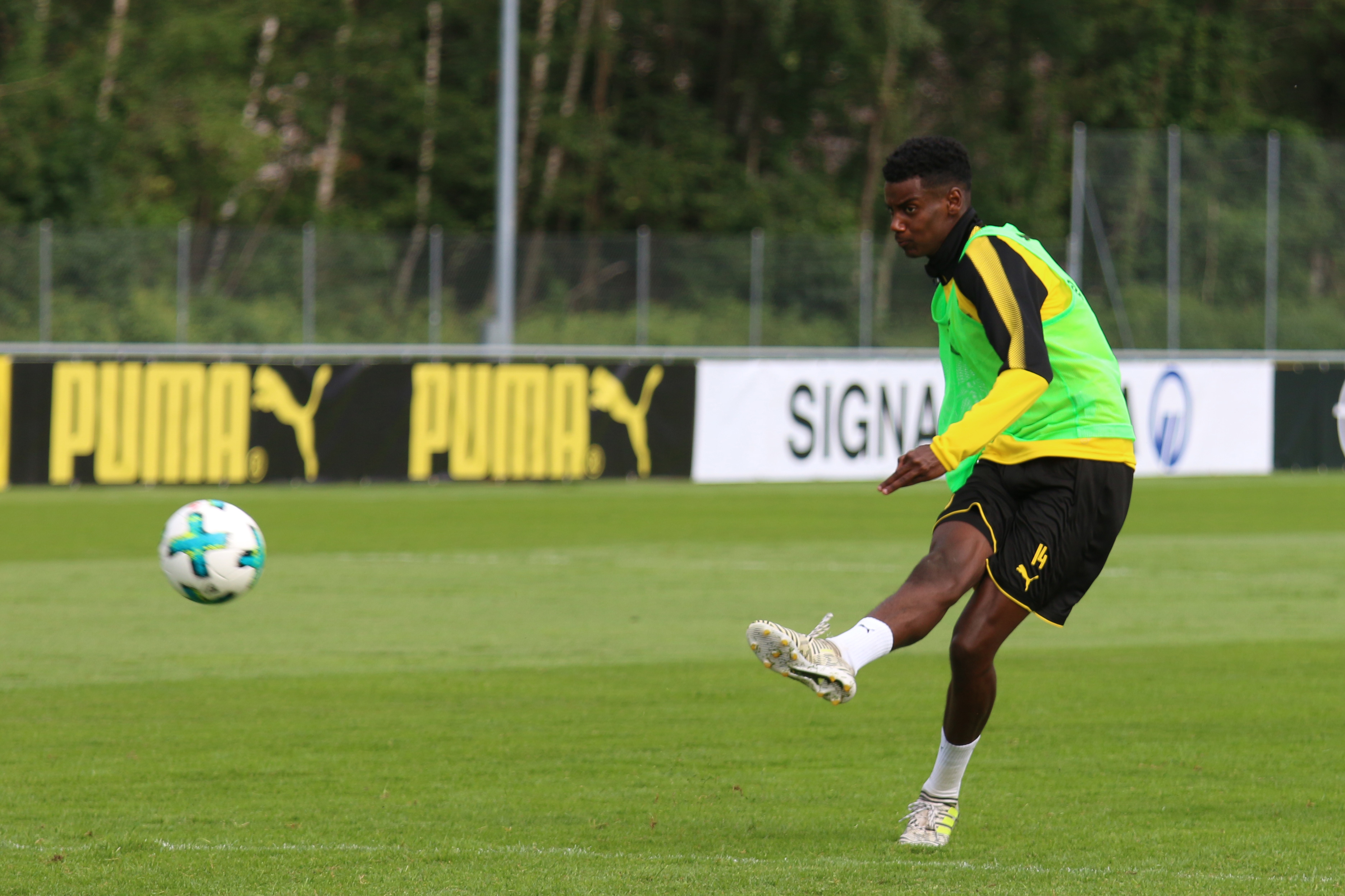
Alexander Isak i träning med Dortmund 2017.

#### Lån till Willem II
Efter att fått sparsamt med speltid (sammanlagt speltid i 13 matcher) under Bundesligasäsongen 2017/18 lånades Isak ut till den Holländska Eredivisie-klubben Willem II. Han gjorde sin debut veckan efter då han spelade 30 minuter i en 1–0-vinst mot Utrecht.
I slutet på februari 2019 gjorde han kvitteringsmålet och satte sedan den vinnande straffen mot AZ Alkmaar i semifinalen i KNVB Cup, vilket gjorde att Willem II nådde finalen i cupen för första gången sedan 2005. Isak blev den 30 mars historisk som första spelaren någonsin i Eredivisie att göra 3 straffmål i en och samma match när laget vann med 3–2 mot Fortuna Sittard. Målen innebar också hans första hattrick på professionell nivå. Två veckor senare blev Isak efter sina två mål i en 2–0-seger mot Zwolle den första utrikesfödda spelaren i Eredivisie att göra 12 mål på sina 12 första ligamatcher.

### Real Sociedad
I juni 2019 skrev Isak på ett femårskontrakt med La Ligaklubben Real Sociedad. Enligt uppgifter skulle Dortmund ha en återköpsklausul som torde ligga runt 300 miljoner kronor. Real Sociedad betalade mellan sju och åtta miljoner euro för Isak, mellan drygt 75 miljoner kronor och 86 miljoner kronor. Detta innebar att övergångssumman för Isak från Dortmund till Sociedad är lägre än den AIK fick för anfallarens övergång till Dortmund 2017.
Isak gjorde sitt första mål för Real Sociedad den 22 september 2019 när man besegrade RCD Espanyol med 3–1 i La Liga. I början på februari 2020 gjorde han två mål och en assist i Copa del Rey-kvartsfinalen mot Real Madrid. Endast tre dagar senare stod han för det matchvinnande målet i det baskiska derbyt mot rivalen Athletic Bilbao.
Isak vann sin första titel med Real Sociedad den 3 april 2021 när man slog ärkerivalen Athletico Bilbao med 1–0 i Copa del Rey-finalen 2019/20.
Isak hade den bästa debutsäsongen för en utländsk anfallare i klubben sedan John Aldridge 1989, även om han inte ens var given i startelvan vid denna tidpunkt. Större delar av säsongen hoppade han in och ersatte anfallskonkurrenten Willian José.
Säsongen 2020/21 lånades Willian José ut till Wolverhampton Wanderers i Premier League, vilket öppnade upp flera dörrar för Isak.
Han gjorde sitt första hattrick i La Liga i en 4–0-vinst mot Deportivo Alavés och blev därmed den första svensk att göra hattrick i La Liga sedan Henry "Garvis" Carlsson gjorde det för Atletico Madrid 1949. Samtidigt tangerade han John Aldridges och Darko Kovacevics klubbrekord med sex ligamål på sex matcher.
I säsongens sista match borta mot Osasuna satte Isak sitt 17:e ligamål. Målet innebar att Isak blev den svensk som har gjort flest mål under en och samma La Liga-säsong, då han slog Zlatan Ibrahimovic gamla rekord på 16 fullträffar, som han gjorde för FC Barcelona säsongen 2009/10.
Säsongen slutade med att Isak vann den interna skytteligan och slutade på en sjätteplats i La Ligas skytteliga. Real Sociedad missade dock Champions League i och med att man slutade femma, men avancerade i stället till Europa League-gruppspelet inför nästkommande säsong.
I juni 2021 bekräftade Dortmunds sportchef för Ruhr Nachrichten att Real Sociedad hade förhandlat bort återköpsklausulen för Isak, trots att han endast en vecka tidigare ryktats återvända tillbaka till klubben.

### Newcastle United
Den 26 augusti 2022 värvades Isak av Premier League-klubben Newcastle United. Enligt rapporter låg övergångssumman på 740 miljoner kronor, vilket gjorde honom till Newcastles dyraste nyförvärv någonsin. Fem dagar senare gjorde han mål i sin debut för klubben, då man förlorade mot Liverpool borta på Anfield.
Efter oavgjort 1–1 mot Bournemouth, där han gjorde lagets mål på straff, blev Isak borta i 16 tävlingsmatcher på grund av en hälseneskada. Han återvände till truppen för att spela första halvleken i FA-cupens tredje omgång mot Sheffield Wednesday. Den 15 januari 2023 gjorde han sitt första mål efter skadan i den 89:e matchminuten i en 1–0-seger mot Fulham. Den 17 mars 2023 blev han matchhjälte för sitt lag då han gjorde båda målen i en 2–1-seger mot Nottingham Forest i ligan. Isak blev som endast fjärde svensk någonsin utsedd till månadens spelare i Premier League för mars 2023.
I en Champions League-match mot sin gamla klubb Borussia Dortmund den 25 oktober 2023 åkte Isak på en ljumskskada, vilket höll honom borta från spel i en månad. Exakt en månad efter Dortmundmatchen gjorde han mål i comebacken då Newcastle besegrade Chelsea med 4–1.
2024 passerade han Zlatan Ibrahimovic som den svensk som gjort flest mål i Premier League under en säsong. 20 mål innebar att Isak blev den första Newcastle-spelare sedan Alan Shearer att göra så många mål på en säsong i ligan.
Den 21 december 2024 stod Isak för ett hattrick i matchen mot Ipswich Town. Det var första gången sedan 2003 en svensk blev tremålsskytt i en Premier League-match. Det var i sin hundrade ligastart som Fredrik Ljungberg slog till med bedriften för Arsenal borta mot Sunderland i maj 2003.
Isak gjorde två mål i Premier League-matchen mot Wolverhampton den 15 januari 2025. Svensken var nu den förste spelaren i Newcastles historia att göra mål i åtta ligamatcher i följd. Han prisades också som månadens bästa spelare i ligan december 2024. Den 16 mars 2025 gjorde han 2–1-målet när Newcastle besegrade Liverpool i Ligacupfinalen och tog sin första inhemska titel på 70 år.

## Landslagskarriär

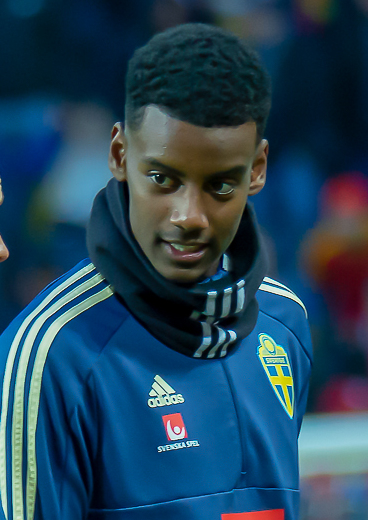
Isak vid en landskamp mot Rumänien i mars 2019.

I april 2015 debuterade Isak i Sveriges U17-landslag mot Litauen, där han spelade från start och gjorde 2–0-målet i en match som vanns med 3–0. I oktober 2016 spelade han sin första match i Sveriges U21-landslag; detta via ett inhopp i minut 78 i en bortamatch mot Estland som man vann med 3–0.
Den 8 januari 2017 debuterade Isak i A-landslaget i en match mot Elfenbenskusten där han blev inbytt i den 62:a matchminuten. Mot Slovakien fyra dagar senare spelade han från start och gjorde 1–0 i 19:e minuten i en match som Sverige vann med 6–0. Med en ålder av 17 år och 114 dagar blev Isak därmed den yngste målskytten i det svenska herrlandslaget genom tiderna och slog det nära 105 år gamla rekordet från juni 1912, då Erik Dahlström 18 år och 1 dag gammal gjorde mål mot Finland.
Alexander Isak fick sitt genombrott i landslaget under EM-kvalet 2019 med mål hemma mot Malta och två mål borta mot Färöarna och startade i samtliga Sveriges matcher i Europamästerskapet 2020.
Numera är han en garanterad och etablerad startspelare för det svenska laget och har startat de flesta matcherna sedan Europamästerskapet 2020. 

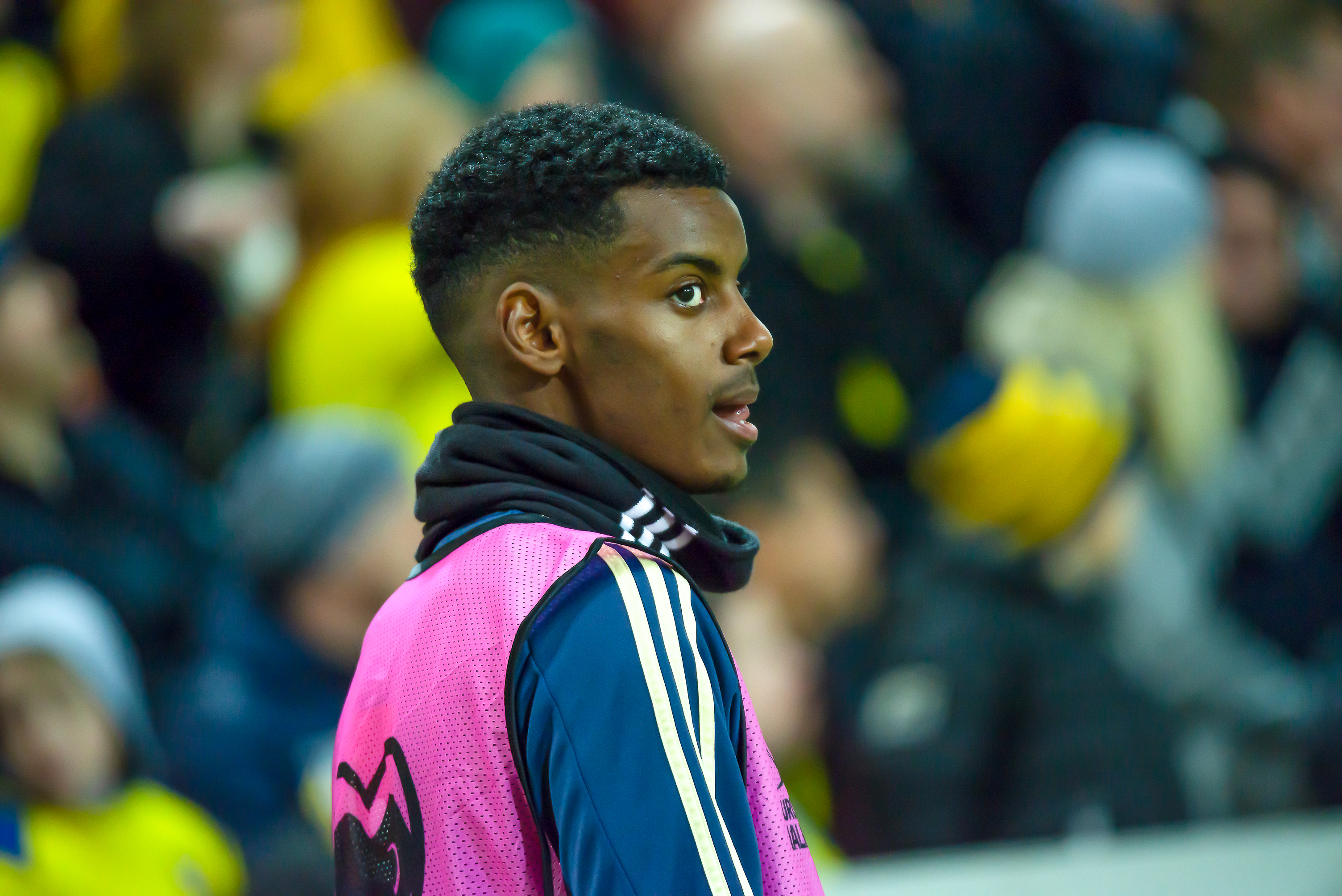
Isak värmer upp för landslagsmatch.

## Spelstil, utveckling och jämförelser
När Isak först kom upp och tog en ordinarie plats i AIK:s A-lag säsongen 2016 jämfördes han mycket med den dåvarande Getafespelaren Henok Goitom, inte bara för att de båda har sina rötter i Eritrea och deras pappor känner varandra väl, utan också för de liknade varandra i spelstilen. Isak är känd för sina dribblingar och sitt tekniska spel med bollen, samt även för att ha ett sinne till att sätta bollen bakom motståndarens målvakt. Tack vare sin längd är Isak också skicklig i luftspelet och har lätt för sig att vinna nickdueller.
| ”                | Jag skulle väl säga att jag är väldigt bra med bollen, att jag har en bra touch och är bra tekniskt. Sen har jag bra spelförståelse, jag spelar fram andra och jag gör mål. Och så är jag snabb. | „ |
| – Alexander Isak | |   |

Redan i AIK som 15-åring visade han upp ett moget forwardsspel genom att fördela spelet och suga in bollar. I en artikel från 2021 skrev Fotbollskanalens expert Erik Edman att Isaks spelstil skulle passa perfekt in i en europeisk storklubb, som till exempel Manchester City, Real Madrid eller Barcelona. Detta för att Isak är exceptionellt skicklig i det felvända spelet och exceptionellt skicklig i samspelet med spelare som kommer i andravåg och fyller på.

## Privatliv
Alexander Isak är född i Stockholmsförorten Solna och uppvuxen i närområdet Ulriksdal. Hans föräldrar har sitt ursprung i Eritrea som de lämnade på grund av befrielsekriget mot Etiopien 1961–1991. Alexander Isak var uppfostrad med föräldrar som talade tigrinya (Eritreas officiella språk) och Isak talar det språket. 
Isak började att läsa ekonomiprogrammet på Solna gymnasium vid 15 års ålder men eftersom han samtidigt började proffslivet med AIK blev det svårt att kombinera skola och fotboll och han gick bara i skolan på eftermiddagen, en timme med en lärare. När han senare flyttade själv till Tyskland i januari 2017 hoppade han av skolan helt, vilket han har sagt att han inte ångrar.
När Isak växte upp var Zlatan Ibrahimović, Robert Åhman-Persson och Henok Goitom (som hade Isaks far som lärare i hemspråk) hans största idoler.

## Statistik

### Klubblagsstatistik
| Klubb                                                    | Säsong            | Inhemsk liga      | Inhemsk liga | Inhemsk liga | Nat. täv. | Nat. täv. | Internat. täv. | Internat. täv. | Totalt | Totalt |
| Klubb                                                    | Säsong            | Serie             | SM           | Mål          | SM        | Mål       | SM             | Mål            | SM     | Mål    |
| -------------------------------------------------------- | ----------------- | ----------------- | ------------ | ------------ | --------- | --------- | -------------- | -------------- | ------ | ------ |
| AIK                                                      | 2016              | Allsvenskan       | 24           | 10           | 2         | 3         | 3              | 0              | 29     | 13     |
| AIK                                                      | Totalt i klubblag | Totalt i klubblag | 24           | 10           | 2         | 3         | 3              | 0              | 29     | 13     |
| Borussia Dortmund II                                     | 2016/17           | Regionalliga West | 1            | 0            | 0         | 0         | 0              | 0              | 1      | 0      |
| Borussia Dortmund II                                     | 2017/18           | Regionalliga West | 11           | 5            | 0         | 0         | 0              | 0              | 11     | 5      |
| Borussia Dortmund II                                     | Totalt i klubblag | Totalt i klubblag | 12           | 5            | 0         | 0         | 0              | 0              | 12     | 5      |
| Borussia Dortmund                                        | 2016/17           | Bundesliga        | 0            | 0            | 1         | 0         | 0              | 0              | 1      | 0      |
| Borussia Dortmund                                        | 2017/18           | Bundesliga        | 5            | 0            | 3         | 1         | 4              | 0              | 12     | 1      |
| Borussia Dortmund                                        | Totalt i klubblag | Totalt i klubblag | 5            | 0            | 4         | 1         | 4              | 0              | 13     | 1      |
| Willem II (Lån)                                          | 2018/19           | Eredivisie        | 16           | 13           | 2         | 1         | 0              | 0              | 18     | 14     |
| Willem II (Lån)                                          | Totalt i klubblag | Totalt i klubblag | 16           | 13           | 2         | 1         | 0              | 0              | 18     | 14     |
| Real Sociedad                                            | 2019/20           | La Liga           | 37           | 9            | 8         | 7         | 0              | 0              | 45     | 16     |
| Real Sociedad                                            | 2020/21           | La Liga           | 34           | 17           | 2         | 0         | 8              | 0              | 44     | 17     |
| Real Sociedad                                            | 2021/22           | La Liga           | 32           | 6            | 3         | 1         | 6              | 3              | 41     | 10     |
| Real Sociedad                                            | 2022/23           | La Liga           | 2            | 1            | 0         | 0         | 0              | 0              | 2      | 1      |
| Real Sociedad                                            | Totalt i klubblag | Totalt i klubblag | 105          | 33           | 13        | 8         | 14             | 3              | 132    | 44     |
| Newcastle United                                         | 2022/23           | Premier League    | 5            | 3            | 4         | 1         | 0              | 0              | 9      | 4      |
| Newcastle United                                         | Totalt i klubblag | Totalt i klubblag | 5            | 3            | 4         | 1         | 0              | 0              | 9      | 4      |
| Antal matcher och mål är korrekt per den 7 februari 2023 |                   |                   |              |              |           |           |                |                |        |        |

### Landslagsstatistik
| Sveriges landslag |         |     |
| År                | Matcher | Mål |
| 2017              | 2       | 1   |
| 2018              | 0       | 0   |
| 2019              | 10      | 3   |
| 2020              | 6       | 1   |
| 2021              | 14      | 4   |
| 2022              | 5       | 0   |
| 2023              | 5       | 1   |
| Totalt            | 42      | 10  |

#### Internationella mål
| Mål | Datum            | Plats                                                  | Motståndare | Mål | Resultat | Tävlingsform  |
| --- | ---------------- | ------------------------------------------------------ | ----------- | --- | -------- | ------------- |
| 1.  | 12 januari 2017  | Armed Forces Stadium, Abu Dhabi, Förenade arabemiraten | Slovakien   | 1–0 | 6–0      | Vänskapsmatch |
| 2.  | 7 juni 2019      | Friends Arena, Solna, Sverige                          | Malta       | 3–0 | 3–0      | EM-kval       |
| 3.  | 5 september 2019 | Tórsvøllur, Tórshavn, Färöarna                         | Färöarna    | 1–0 | 4–0      | EM-kval       |
| 4.  | 5 september 2019 | Tórsvøllur, Tórshavn, Färöarna                         | Färöarna    | 2–0 | 4–0      | EM-kval       |
| 5.  | 8 oktober 2020   | VEB Arena, Moskva, Ryssland                            | Ryssland    | 1–0 | 2–1      | Vänskapsmatch |
| 6.  | 28 mars 2021     | Fadil Vokrri Stadium, Pristina, Kosovo                 | Kosovo      | 2–0 | 3–0      | VM-kval       |
| 7.  | 2 september 2021 | Friends Arena, Solna, Sverige                          | Spanien     | 1–1 | 2–1      | VM-kval       |
| 8.  | 9 oktober 2021   | Friends Arena, Solna, Sverige                          | Kosovo      | 2–0 | 3–0      | VM-kval       |
| 9.  | 12 oktober 2021  | Friends Arena, Solna, Sverige                          | Grekland    | 2–0 | 2–0      | VM-kval       |
| 10. | 9 september 2023 | A. Le Coq Arena, Tallinn, Estland                      | Estland     | 0–3 | 0–5      | EM-kval       |

## Meriter

### Klubblag
Borussia Dortmund
- DFB-Pokal: 2016/17[84]

Real Sociedad
- Copa del Rey: 2019/20[85]

#### Newcastle
- Ligacupen: 2024/2025[70]

### Individuellt
- Allsvenskans stora pris: Årets Nykomling 2016[86]
- Allsvenskan Månadens Spelare: September 2016[87]
- Skyttekung Copa del Rey: 2019/20 (7 mål)[41]
- Real Sociedad årets spelare: 2020/21[88]
- Månadens spelare i Premier leuge: December 2024

### Rekord
- Yngsta målskytten för AIK: 16 år, 5 månader och 7 dagar – (ett mål i en 6–0-vinst mot Tenhults IF den 28 februari 2016)[89]
- Yngsta målskytten för Sveriges herrlandslag: 17 år, 3 månader och 22 dagar – (ett mål i en 6–0-vinst mot Slovakien den 12 januari 2017)[3]
- Den enda spelaren i Eredivisie att göra ett hattrick på endast straffar – (tre mål i en 3–2-vinst mot Fortuna Sittard den 30 mars 2019)[90]
- Första svensk att göra hattrick i La Liga – (tre mål i en 4–0-vinst mot Deportivo Alavés den 21 februari 2021)[91]
- Mest mål av en svensk i La Liga – (17 stycken säsongen 2020/21)[92]
- Flest mål någonsin av en svensk på en säsong i Premier Leuge: (21 mål vilket slog Zlatan Ibrahimovic förra rekord på 17 mål)

### Webbkällor
- Alexander Isak på Svenska Fotbollförbundets webbplats
- Alexander Isak på Soccerway (engelska)

- Alexander Isak på AIKstatistik.se